# クラフトアップル
クラフトアップルワークス (CRAFT APPLE WORKS) は有限会社アップルの遊戯銃製造・販売部門である。通称CAW。日本遊戯銃協同組合 (ASGK) 加盟。

## 概要
千葉県佐原市（現 香取市）に遊戯銃販売店として開業（現在は閉店）。ショップ独自のエアソフトガン用アクセサリーの開発を手掛け、SS-9000のカスタムなどを製作していた。また、タナカワークスのS.A.A.（亜鉛合金製）モデルガンをベースに、メーカー品では存在しないバントラインスペシャル、シェリフズモデルを製作し、自社ブランド "CRAFT APPLE WORKS" 製品として販売した。
その後は自社で完全新規製品を開発し、精力的に世に送り出している。モデルガンはS.A.A.、SCHOFIELDといったウェスタンものや.45 AUTO、Springfield M1903、百式機関短銃などの軍用銃を製品化している。また、廃業したモデルガンメーカーの金型を何点か引き継ぎCAWブランドで発売している。
その他、モスキートモールドブランドとしてエアソフトガン用アクセサリーも販売しており、グレネード弾を模したカートリッジから大量のBB弾を発射するモスカートシリーズは主力製品のひとつである。同製品を使用するグレネードランチャーも各種製造している。
香取市の新佐原変電所の隣接地に総面積約14,000坪のサバイバルゲームフィールド "Area 51" を保有しており、定例ゲームの開催やフィールドのレンタルなどを行っている。

## 主な製品
モデルガン（ABS樹脂/ヘビーウェイト樹脂）
- 南部式自動拳銃 大型乙
- Borchardt Pistole
- SIG P210
- S.A.A. 2nd
- SCHOFIELD
- 51 Navy
- 61 Navy
- New Model Army
- .45 Auto
- .32 Auto（MGCから金型を引き継いで製作）
- Walther PPK
- M3A1 GreaseGun（ハドソン産業から金型を引き継いで製作）

モデルガン（亜鉛合金）
- バントラインスペシャル
- シェリフズモデル
- Winchester M92（東京CMCから金型を引き継いで製作）
- Mauser 98 Series（タナカワークスから部品供給を受けてCAWで組立）
- Springfield M1903
- Bergmann MP18
- 百式機関短銃

エアソフトガン（電動ガン・エアコッキングガン）
- M134 MINIGUN（過去にトイテックから発売されていた製品の改良型）
- M700 Series
- Benelli M4

エアソフトガン（グレネードランチャー）
- U.S. M79
- U.S. M79 SAWED-OFF
- Revolver Launcher
- Echo-1 M79
- AK203
- M203
- 八九式重擲弾筒（後期型）
- Kampf Pistole
- HK 69 A1
- BG-15
- ミニランチャー

## 主な技術開発
モスカート
40mmグレネード弾を模したカートリッジからガス圧で6mmBB弾を大量に発射する。原型はアングス精機が製造・販売していたものであるが、バルブ構造に改良を加え、ガスシール性の向上とわずかな力でのバルブ開放を可能にしたことにより、性能と使い易さが大幅に向上した。40mmという直径やバルブの位置は、サンプロジェクト製M203 グレネードランチャーでの使用を前提としたものである。40mmモスカート以外にKampf Pistoleなどで使用する27mmミニモスカートがある。発射音が大きく、生ガスの噴射も可能な事から、BB弾を発射しないプロップ仕様も製品化されている。